# Brek Shea
Dane Brekken „Brek“ Shea (* 28. Februar 1990 in College Station, Texas) ist ein ehemaliger US-amerikanischer Fußballspieler.
Der vielseitig einsetzbare Shea, der sowohl auf defensiven wie auch offensiven Positionen spielen kann, wurde in den Jahren 2008 und 2010 ins US-amerikanische A-Nationalteam berufen, und kam am 12. Oktober 2010 in einem Freundschaftsspiel gegen Kolumbien zu seinem ersten Länderspieleinsatz.

## Karriere

### Karrierebeginn in Texas
Nachdem Shea an der Brazos Christian School in Bryan, Texas erste Erfahrung im Fußballbereich gesammelt hatte, kam er an die Bryan High School, an der er ebenfalls im Schulfußballteam aktiv war. Nach seiner High-School-Laufbahn spielte er für den Texans FC, der zum Dallas Texans Soccer Club gehört, einem der erfolgreichsten Ausbildungsvereine der USA. Mit dem dortigen Team gewann er vier Mal hintereinander die Staatsmeisterschaft und kam ungefähr zur selben Zeit, als er auch zum Texans FC kam, an die Bradenton Academy. Bei der seit 1999 bestehenden Förderinstitution des US-amerikanischen U-17-Nationalteams war er schließlich von 2005 bis 2007 aktiv. Danach verschlug es ihn im Oktober 2007 nach England, wo er bei den Bolton Wanderers ein Probetraining absolvierte. Dies sollten nicht seine einzigen Erfahrungen mit dem englischen Fußball bleiben, denn schon im darauffolgenden Jahr machten sich weitere Talentscouts, unter anderem von Manchester United und dem FC Fulham, auf den Weg in die Vereinigten Staaten um das Mittelfeldtalent zu beobachten. Nach dem Austritt vom Texans FC im Jahre 2008 folgte für Shea Anfang des Jahres 2008 die Aufnahme ins Joint Venture Generation Adidas.

### Als 2. Pick zum FC Dallas

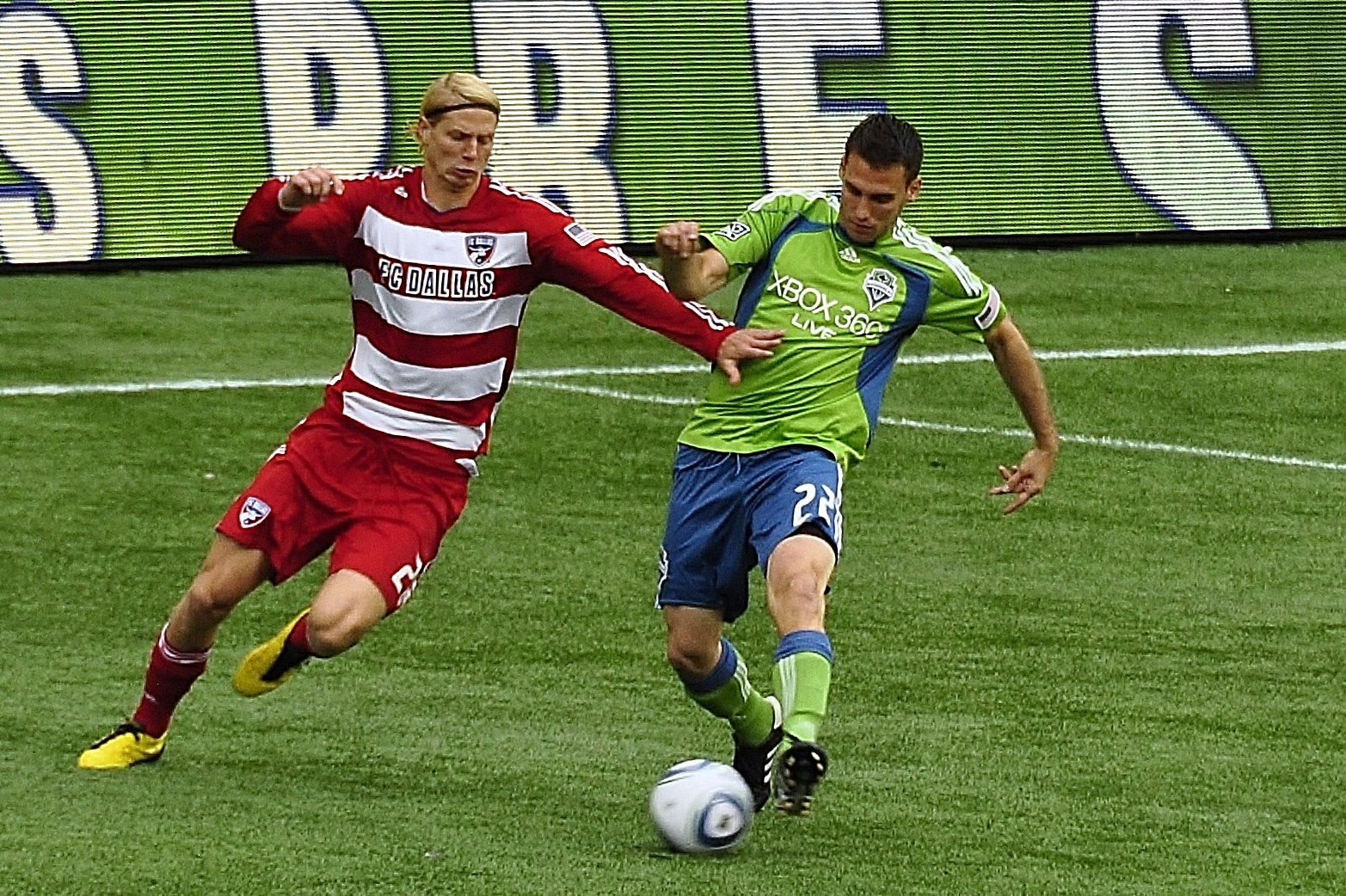
Brek Shea (links) im Duell mit Mike Seamon vom Seattle Sounders FC (Juli 2011)

Etwa zur selben Zeit wurde Shea über den MLS SuperDraft 2008 in der ersten Runde als zweiter Pick hinter Chance Myers zum FC Dallas gedraftet. Dieser Transfer galt als eine ziemliche Überraschung, da im MLS SuperDraft oftmals vorwiegend Spieler aus einem Universitätsfußballteam vorgezogen werden. Nachdem er am 30. März 2008 bereits zum ersten Mal in einem Ligaspiel für den FC Dallas auf der Ersatzbank saß, aber nicht zum Einsatz kam, wurde er am 20. April bei einem weiteren Spiel gegen den CD Chivas USA erstmals in der Major League Soccer eingesetzt. Beim 2:0-Auswärtssieg wurde er in der 86. Spielminute für Blake Wagner eingewechselt und sah nur vier Minuten später wegen Foulspiels die gelbe Karte. Nach einem weiteren Kurzeinsatz am 1. Juni 2008 bei der 1:2-Niederlage gegen die Colorado Rapids saß Shea in weiteren drei Ligaspielen seines Teams ohne Einsatz auf der Ersatzbank. Den Rest der Saison verbrachte er im Reserveteam des Vereins mit Spielbetrieb in der heute nicht mehr existierenden MLS Reserve Division beziehungsweise musste aufgrund einer Meniskusoperation im rechten Knie pausieren.
Im Spieljahr 2009 kam der gelernte Mittelfeldakteur zwar häufiger zum Einsatz, konnte aber noch immer nicht die Ambitionen zu einem Stammspieler aufbringen und brachte es so lediglich auf vier Einsätze über die gesamte Spieldauer. Insgesamt wurde er 2009 in 19 Meisterschaftsspielen eingesetzt, in denen er vier Torvorlagen für seine Mitspieler gab. Den ersten Assist machte er am 7. Juni 2009 beim 2:2-Heimremis gegen die San José Earthquakes, als er Kenny Coopers Treffer zum 2:2-Endstand vorbereitete. Wie auch schon in der vorhergegangenen Saison verlief es für den FC Dallas auch in der Regular Season des Jahres 2009 nicht besonders. Dies sollte sich allerdings in der Major League Soccer 2010 ändern, als er mit der Mannschaft die Saison auf dem dritten Platz der Western Conference abschloss. Shea wurde dabei in 25 Meisterschaftsspielen eingesetzt, in denen er sehr offensiv agierte, fünf Tore erzielte und weitere vier für seine Teamkollegen vorbereitete. Seinen ersten Profiligatreffer machte er am 15. Mai 2010 gegen den noch sehr jungen Verein Philadelphia Union, als er in der 13. Spielminute die 1:0-Führung zum späteren 1:1-Endstand erzielte. Im Spieljahr 2011 konnte Shea seine Leistung als Offensivspieler noch deutlich ausbauen und avancierte zudem schnell zu einem Stammspieler in der Angriffsreihe seines Vereins. Bei bisher (Stand: 2. August 2011) 22 absolvierten Spielen brachte er es auf neun Treffer, mit denen er hinter Thierry Henry und Landon Donovan (jeweils elf Tore) auf dem dritten Platz der ligaweiten Torschützenliste rangiert, sowie auf einen Assist.

### Stoke City
Zum 31. Januar 2013 wechselte Shea ins Ausland und unterschrieb in Europa beim Stoke City Football Club aus der englischen Premier League, wo er einen Vertrag bis zum Ende der Saison 2016/17 unterzeichnete. Sein erstes Ligaspiel für den neuen Verein machte er am 23. Februar desselben Jahres, als er gegen den FC Fulham in der 24. Minute eingewechselt wurde.

### Rückkehr in die MLS
Am 19. Dezember 2014 wechselte Shea zurück in die MLS zu Orlando City. Nach zwei Spielzeiten verpflichteten ihn die Vancouver Whitecaps.
Am Ende der Saison 2018 wurde Shea von den Whitecaps freigestellt und von Atlanta United verpflichtet.
Am 25. Juni 2020 wechselte er, nach sechsmonatiger Vereinslosigkeit, zu Inter Miami, wo er bis Ende 2022 spielte. Nach Ende seines Vertrags bei Miami war er vereinslos. Im Mai 2023 gab er das Ende seiner Karriere bekannt.

### Nationalmannschaft

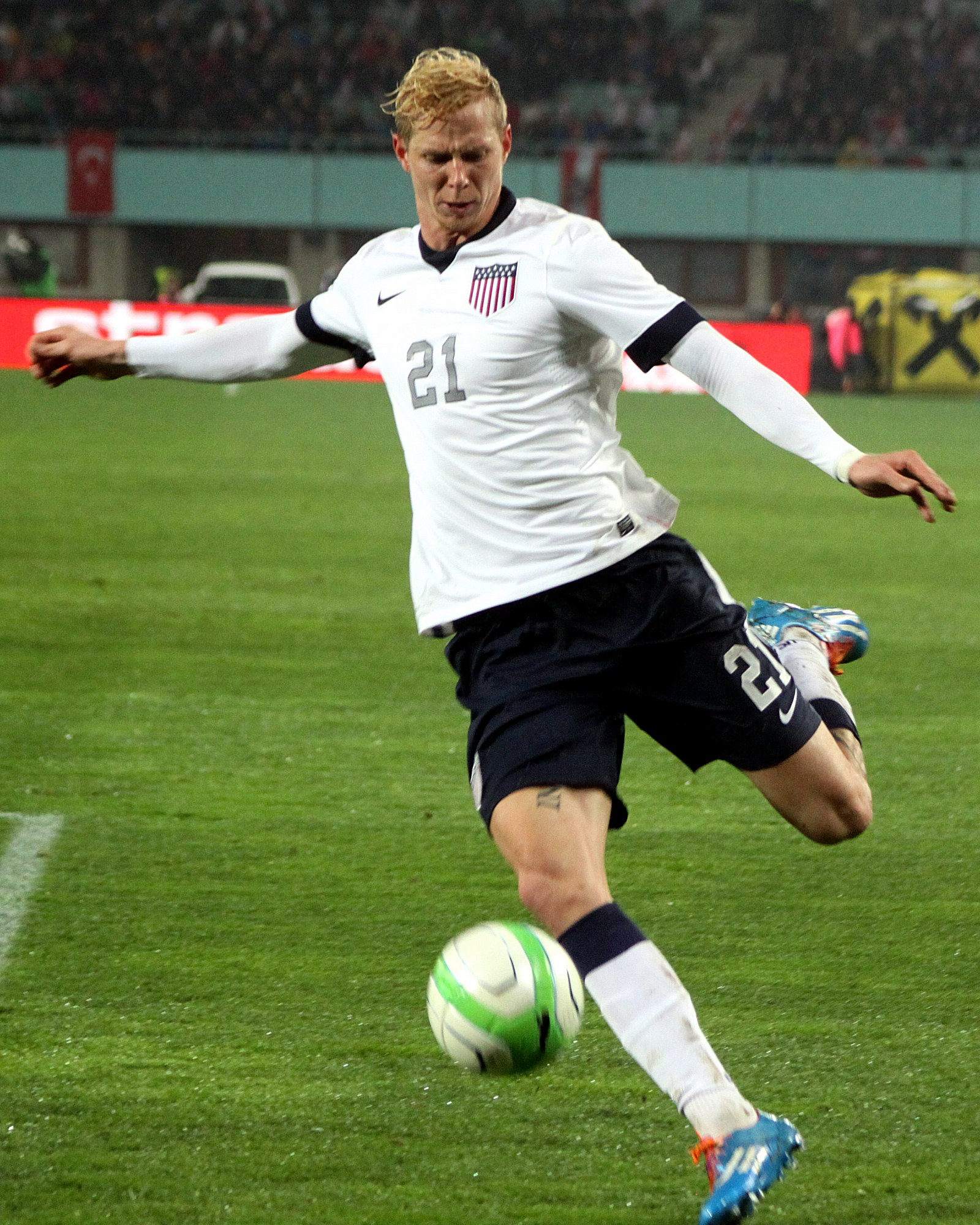
Brek Shea in einem Länderspiel gegen Österreich (2013)

Erste internationale Erfahrung sammelte Shea im US-amerikanischen U-17-Nationalteam, für das er im Jahre 2006 zum ersten Mal in offiziellen Länderspielen eingesetzt wurde. Sein (wenn auch inoffizielles) Debüt für die U-17-Nationalelf gab er im Februar 2006, als er bei einem 1:1 gegen die U-20-Nationalmannschaft von Trinidad und Tobago von Beginn an auf dem Platz stand. Seinen ersten offiziellen Treffer für die U-17 der USA erzielte er schließlich am 14. Mai 2006, als er den Siegtreffer zum 2:1 über die Alterskollegen aus Jamaika erzielte. Im Jahr nach seinem eigentlichen Nationalmannschaftsdebüt wurde Shea in den 21-Mann-Kader berufen, der an der U-17-Fußball-Weltmeisterschaft 2007 in Südkorea teilnahm. Dort wurde er unter anderem im Gruppenspiel gegen Tadschikistan in der Gruppe in der 71. Spielminute für Fuad Ibrahim eingewechselt. Das Spiel gegen die Alterskollegen aus Tadschikistan, was das einzige für Shea in dieser WM-Endrunde war, wurde am Ende mit 3:4 verloren. Nach über 19 Länderspielen wurde Shea noch im gleichen Jahr in der U-18- und in der U-20-Auswahl eingesetzt.
Nach einer eher unwesentlichen Zeit im U-18-Nationalteam kam Shea in den Trainingscamps der U-20-Nationalmannschaft in den Vorbereitungsspielen zur Junioren-Fußballweltmeisterschaft 2007 in Kanada erstmals für die U-20 zum Einsatz. Die größten Erfolge erreichte er mit der Mannschaft allerdings erst im Jahre 2009, als er an der Junioren-Fußballweltmeisterschaft 2009 in Ägypten teilnahm. Zuvor hatte er mit dem Team, dessen Mannschaftskapitän er kurzzeitig war, unter anderem am Milk Cup des Jahres 2008 in Nordirland teilgenommen. Für die Weltmeisterschaft qualifiziert hatte sich das Team durch seinen zweiten Platz bei der CONCACAF Juniorenmeisterschaft 2009, an der auch Shea teilgenommen hatten. Bei der WM-Endrunde in Ägypten wurde Shea schließlich in allen drei Gruppenspielen seiner Mannschaft eingesetzt, schied mit der Mannschaft allerdings aus.
Nachdem er im Jahre 2008 unter anderem auch mit der U-23-Nationalmannschaft der USA nach Frankreich zum Turnier von Toulon gereist und dort auch zu seinen Einsätzen gekommen war, wurde er im selben Jahr auch erstmals in die US-amerikanische A-Nationalmannschaft berufen. Dies geschah im Zuge eines Qualifikationsspiels zur WM 2010, als von Nationaltrainer Bob Bradley im Juni 2008 kurzfristig in den 19-Mann-Kader berufen wurde, der in der zweiten Qualifikationsrunde gegen Barbados antreten sollte. Im Spiel, das nur eine Woche nach dem US-amerikanischen Rekordsieg (8:0) im Hinspiel gegen Barbados stattfand, kam Shea letztlich nicht zum Einsatz und musste anderen Spielern den Vortritt lassen. Im darauffolgenden Jahr beendete der Allrounder seine Zeit im US-amerikanischen U-20-Nationalteam mit vier Toren aus zwölf absolvierten Länderspielen. Danach dauerte es bis Oktober 2010, bis Shea erneut in die A-Nationalmannschaft berufen wurde. Dabei wurde er von Nationaltrainer Bob Bradley für zwei Freundschaftsspiele gegen Polen und Kolumbien in die Nationalelf geholt.
Nachdem er gegen Polen noch ohne Einsatz geblieben war, gab er am 12. Oktober 2010 beim freundschaftlichen Länderspiel gegen Kolumbien seine A-Nationalmannschaftsdebüt. Im Spiel, das in einem torlosen Remis endete und in dem mit Eric Lichaj ein weiterer US-Amerikaner sein Nationalmannschaftsdebüt gab, spielte Shea von Beginn an und wurde zur Halbzeitpause durch Clint Dempsey ersetzt. Mit seinem Einsatz ist Shea der erste in den 1990ern geborene US-amerikanische Fußballspieler, der für das A-Nationalteam der USA zum Einsatz gekommen ist. 2013 gewann er mit der Fußballnationalmannschaft der Vereinigten Staaten den CONCACAF Gold Cup 2013, dem nord- und mittelamerikanischen Äquivalent zur Fußball-Europameisterschaft, nachdem man im Endspiel Panama geschlagen hatte. Hierbei erzielte Shea den Siegtreffer zum 1:0. Im Mai 2014 wurde er von Jürgen Klinsmann nicht für den vorläufigen Kader zur WM 2014 nominiert.

## Erfolge
Texans FC
- 4 Staatsmeistertitel: 2005, 2006, 2007 und 2008

U-20-Nationalmannschaft 
- 2. Platz bei der CONCACAF Juniorenmeisterschaft 2009

## Familie / Privates
Brek Shea, dessen Vorfahren aus Norwegen stammen, wurde im Jahre 1990 als mittleres von insgesamt fünf Kindern von Charles und Kirsten Shea geboren. Neben zwei älteren Brüdern hat er auch zwei jüngere Schwestern. Sein Vater Charles besuchte einst die Virginia Tech, auf der er auch im Footballteam aktiv war.